# 偶像學園 (2004年漫畫)
《偶像學園》（あいたま）是師走冬子的四格漫畫作品。從2004年5月號開始在《Comic High》連載，但因為此雜誌於6月休刊而停止連載。隨著《Comic High!》復刊重新開始連載至今。

## 劇情簡介
女主角暮巳愛為了追星而轉進通稱「偶像學園」的「天使的搖籃學園」，在此邂逅了擁有天使笑容的毒舌傲嬌模特兒、比小孩更像小孩的天才童星、總是露陷的魔術師學徒、害羞的寫真女星（在鏡頭前會變得十分大膽）、討厭規則的班長、超紅的女高中生搞笑藝人、常吃螺絲的女主播教師等人，過著充滿笑聲、淚水、鼻血與口水的搞笑生活。

## 登場人物

### 高中部
暮巳 愛
本作主角。非常迷偶像，還為了追星轉進偶像學園。
擅長讀書、運動、料理、唱歌等各種領域，身材也很出色，不過本人沒有察覺。但是太狂熱這點把所有優點都抵銷掉了。
在休長假時，為了讓很多工作的偶像們有時間玩樂而幫他們寫作業。為了早點和偶像們一同玩樂，會以超乎想像的速度完成。
看到偶像的可愛表情與言行時會流鼻血，特別是樹里的天使笑容更是會讓她失血到需要輸血的地步。
認為自己十分普通，但周圍的人都不這麼認為。是第一印象和實際狀況差距最大的角色。
松永 樹里
有名的模特兒。名鐘表公司「Angel Watch」的廣告代言人，以「天使的笑容」成為話題。因為這樣得到「天使」的綽號。
實際上發言辛辣、個性彆扭而交不到朋友，愛似乎是出生以來第一個朋友。傲嬌性格。
一開始把雪乃視為競爭對手，後來因為愛的幫忙而漸漸改變。
父親松永凜兼任她的經紀人。
羽生 雛子
身高135公分，外表像小孩子的童星。目標當一輩子的童星。
雖然外表年幼，實際上十分認真，擔任班上的副班長（因為班長久米女王都不作事，所以實際上等於是班長）。也常常對班上同學吐槽。
被認為比小孩子更像小孩。
此外，曾留級一年，故比同學大一歲。
葉月 薔子
魔術師「懷特羅斯・天子」的弟子，魔術師學徒。以高中女生魔術師聞名。
魔術道具總是穿幫而被同學稱為「露餡妹」。身上的魔術道具重達數公斤。
在舞台上能發揮強大的集中力，也因此平時反而都在發呆、睡覺。
和蓮是青梅竹馬。
水橋 蓮
身材姣好的寫真女星。平常十分害羞，但只要面對鏡頭便會無意識的穿上泳裝擺出姿勢。
增加的體重全部集中到胸部，為此相當煩惱，向樹里和雛子傾訴卻激怒了她們。
和薔子是青梅竹馬。
想獨處時會躲到體育用品室。
白石 雪乃
人氣上升中的實力派歌手。非常重視烏龜塞蓮娜，把它塞在包包偷偷帶到學校。
為了享受學生生活而婉拒出國，部份思考和愛很像。
對歌曲的命名風格有點奇怪，會給好聽的歌曲取奇怪的名字。
眼睛不好，平常戴隱形眼鏡。
久米 直己
熱愛自由、討厭規範的班長。時常沒事正大光明翹課。
受到大家尊敬，連班導秋澤老師都稱呼她「久米女王」，連身體測量時都不敢碰她。
用綽號稱呼同學，叫愛「小龍虱」。
大類 苫子
紅道主持節目、出唱片的女高中生搞笑藝人。
對作詞、服裝設計都有涉獵，但全都是往搞笑方向思考。
為了塑造角色形象而說關西腔，實際上不是關西人。關西腔不自然，卻因此大受好評。
對愛而言不在有興趣對象的列表當中，經常受到她的冷淡對待，不過感覺上像是有趣的吐槽。過去曾經以的藝名當偶像明星，卻控制不了自己的搞笑衝動而轉型為搞笑藝人。
秋澤 奈緒
愛就讀班級的班導，現役女主播。十分關心班上同學，是個認真的好老師。
報導新聞時常吃螺絲，總是被愛注意（最高紀錄為32次），但擔任旁白時卻不會有問題，同學們十分擔心老師會不會被判斷為不適合當主播。
容易陷入情網，戀愛時會精神亢奮。

### 中學部
藤堂 理香
國中部學生。出道後在音樂、廣告、寫真集方面都很受歡迎，但總是受到雪乃、樹里、蓮等人阻礙而拿不到第一，因而單方面把她們視為對手。外表可愛，內心卻相當毒舌。
雨宮 晶子
有名的占卜師「Magic Rain☆月姬」的女兒，遺傳到她的才能而擅長占卜。
對作風辛辣的母親感到困擾，目標成為「溫柔的占卜師」。對清和理香而言是姐姐般的存在。
丸山 清
理香的同學，寵物事務所所屬飼育員。
本人也曾被挖角，上過一次電視，不過活動幾乎只有飼育員的工作。負責照顧雅次郎。

### 其他人物
羽生 日名子
雛子的母親，咖啡廳「啾啾」店長。
外表年幼，和雛子有如同一個模子印出來的，實際上是個喜歡肥皂劇的普通太太。
Magic Rain☆月姬
本名雨宮千佳。晶子的母親、占卜師。
松永 凜
樹里的父親、所屬事務所社長。非常溺愛女兒，甚至還當女兒的經紀人。
什麼事都順著女兒，讓樹里變得十分任性。
川本 草也
愛的前男友。運動萬能、擔任學生會長，看起來很受歡迎，實際上是個會在上課時看偶像雜誌的重度偶像愛好者。
因為能和愛作有深度的交談（關於偶像），但因為沒幫愛拿握手會的票而被甩了。
此外，說是交往實際上只是偶像狂熱者間的對話，沒有發生什麼特別的事。
雅次郎
暱稱「小栗栗」。清照顧的人氣兔子偶像（雄性）。
工作時會表現出可愛的樣子，私底下十分兇暴。只聽清的話。
藪原 鍬次
曾經和秋澤老師交往，後來因為實際上有更喜歡的偶像而把她甩掉的職業棒球選手。只有名字登場。

## 主要舞台
天使的偶像學園
本作舞台，偶像們就讀的學校。通稱偶像學園。有國中部和高中部。
分為藝能班和一般班，藝能班只要面試就能進，一般班則要接受考試和面試，要成績很好才能夠入學。主角愛是以一般生的身分轉入。
畢業生百分之八十進入演藝圈，走紅的卻只有少數。也有不少人轉而擔任攝影師等後臺工作。

## 書籍情報

### 日文版
- 第1集（2006年12月11日發行）　ISBN 978-4-575-94044-2
- 第2集（2007年12月12日發行）　ISBN 978-4-575-94137-1
- 第3集（2009年5月12日發行）　ISBN 978-4-575-94228-6
- 第4集（2010年5月12日發行）　ISBN 978-4-575-94279-8
- 第5集（2011年6月10日發行）　ISBN 978-4-575-94322-1

### 中文版
- 第1集（2007年8月5日發行）　ISBN 9789861198965
- 第2集（2008年4月25日發行）　ISBN 9789861198972
- 第3集（2009年9月17日發行）　ISBN 9789861037486
- 第4集（2010年9月13日發行）　ISBN 9789861057897
- 第5集（2012年5月17日發行）　ISBN 9789861082219

## 外部連結
- （作者個人網站）